# Arne Jung
Arne Torsten Edvard Jung, född 23 september 1918 i Kalmar, död 14 september 1995 i Gränna församling i Jönköpings län,
var en svensk officer. 
Efter studentexamen i Jönköping 1936 avlade Jung officersexamen i svenska flygvapnet 1939, genomgick Flygkrigshögskolans allmänna kurs 1946 och högre teknisk kurs där 1948. Han blev fänrik i flygvapnet 1939, tjänstgjorde i svenska frivilligflottiljen i Finland 1940, blev löjtnant 1941, överstelöjtnant 1957, vid Skaraborgs flygflottilj (F7) från 1959.
Vid det första stridsuppdraget mot sovjetisk trupp vid Märkäjärvi den 12 januari 1940 kolliderade två anfallande Hawker Hart. De båda svenska piloterna, Jung och Per Sterner, hoppade i fallskärm, men blev tillfångatagna. Under fyra månader hölls de fångna av NKVD och uppgav senare att de under denna tid blev utsatta för "tortyr, misshandel och allmän ondska". De utväxlades som krigsfångar den 10 maj 1940, men för att rädda sina liv hade de tvingats skriva under ett avtal om att lämna uppgifter till NKVD. Återkomna till Sverige övertalades de av överste Carlos Adlercreutz att fungera som kontraspioner. 
Arne Jung var son till Torsten Jung, dotterson till August Lyttkens och brorson till Helge Jung. Han är begraven på Vireda kyrkogård.